# Нирмала Шривастава
Нирмала Шривастава (на маратхийски: निर्मला श्रीवास्तव) е индийска индуистка религиозна деятелка.
Родена е на 21 март 1923 година в Чхиндвара в маратхийско семейство на учени, индуист и християнка. Включва се в движението за независимост на Индия, за което е арестувана през 1942 година. През 1947 година се жени за политика и дипломат Чандрика Прасад Шривастава и през следващите години се занимава с обществена дейност. През 1970 година основава религиозното движение сахаджа йога, което е определяно като култ.
Нирмала Шривастава умира на 23 февруари 2011 година в Генуа.